# Панасовський Олег Григорович
Панасовський Олег Григорович (нар. 8 травня 1940, Єнакієве, Донецька область, УРСР) — Народний депутат України 1-го, 2-го, 3-го, 4-го та 5-го скликань. 

## Життєпис
Олег Панасовський народився 8 травня 1940 року в російській робітничій родині у донецькому місті Єнакієве. 
Після закінчення школи він працював на Горлівському машинобудівному заводі, а потім на шахті «Вуглегірська-Західна». 
З 1959 року Олег Панасовський проходив службу в Радянській Армії, після чого він поступив до Львівського політехнічного інституту. 
Вже у 1969 році Олег Панасовський працював головним інженером Слов'янської ДРЕС. 
З 1978 року він обіймав посаду головного інженера, а потім, з 1982 року, й директора Вуглегірської ДРЕС імені XXV з'їзду КПРС.
У 1964 році Олег Панасовський вступив до лав КПУ, пізніше був делегований до XXVIII з'їзду та XIX Всесоюзної партконференції КПРС.

## Політична діяльність
Напередодні виборів до Верховної ради УРСР в березні 1990 року трудовий колектив Вуглегірської ДРЕС висунув Олега Панасовського кандидатом на посаду Народного депутата України від Дебальцівського виборчого округу № 121. У другому турі, який відбувся 18 березня, Олег Панасовський набрав 49.93 % голосів виборців і отримав таким чином депутатський мандат, який він обіймав до травня 1994 року. У Верховній Раді він входив до депутатських груп «Промисловці» та «За соціальну справедливість», працював у Комісії з питань розвитку базових галузей народного господарства.
На парламентських виборах 1994 року Олег Панасовський знову балотувався як кандидат від КПУ на посаду Народного депутата України від Артемівського виборчого округу (№ 147). У першому турі 27 березня він посів перше місце, але набрав лише 49,33 %, через що на 5 квітня був призначений другий тур. Але 31 березня його опонент, набравши у першому турі лише 12,42 % голосів Вадим Чупрун, зняв свою кандидатуру. Таким чином вибори Олега Панасовського пройшли безальтернативно і він отримав 89,44 % голосів. Тем не менше Верховна Рада України визнала його повноваження. 3 червня 1994 Олег Панасовський був обраний до складу Комісії Верховної Ради України з питань паливно-енергетичного комплексу, транспорту і зв'язку.
12 травня 1998 Олег Панасовський втретє був обраний до складу Верховної Ради України, у цьому випадку за виборчим списком КПУ (№ 41 у списку). Вже незабаром його обрали до Комітету з питань паливно-енергетичного комплексу, ядерної політики та ядерної безпеки.
31 травня 2002 Олег Панасовський переміг (35,89 % голосів) в одномандатному окрузі № 47 і вчетверте став Народним Депутатом України. Хоча він і балотувався як член КПУ, вже 5 липня Олег Панасовський увійшов до складу фракції «Регіони України», яку утворила Партія регіонів. У цьому скликанні він працював у тому ж самому комітеті як і раніше.
25 травня 2006 тепер вже позапартійний Олег Панасовський знову потрапив до українського парламенту, цього разу за списком Партії регіонів (№ 120 у списку). І знову він був обраний до складу Комітету з питань паливно-енергетичного комплексу, ядерної політики та ядерної безпеки.
На парламентських виборах 2007 року Олег Панасовський, який вже встиг стати членом Партії регіонів фіґурував під номером 256 виборчого списку своєї партії. Але Партія регіонів отримала лише 175 мандатів і Олег Панасовський до Верховної Ради не пройшов.